# Pandemia de COVID-19 em Acrotíri e Deceleia
Este artigo documenta os impactos da pandemia de coronavírus de 2020 em Acrotíri e Deceleia. Pode não incluir todas as principais respostas e medidas contemporâneas.

## Linha do tempo
Em 13 de março, o Chipre implementou uma medida de auto-isolamento de 14 dias para todas as pessoas que viajaram ao Reino Unido. A medida inclui chegadas do Reino Unido que viajam para as bases de Acrotíri e Deceleia. Vários pessoas estavam se isolando dentro das bases e sendo testadas para o vírus. Todas as atividades esportivas, visitas e exercícios não essenciais dentro das bases foram canceladas, em um esforço para reduzir o número de visitantes externos.
Em 15 de março, foram confirmados os dois primeiros casos em Acrotíri e Deceleia, ambos membro das Forças Armadas do Reino Unido, tendo chegado ao Aeroporto Internacional de Pafos em 13 de março. Eles se auto-isolaram e foram testados positivos para o vírus após a aparição de sintomas brandos. Imediatamente, a Unidade de Saúde dos Serviços Conjuntos começou a rastrear os contatos.
Em 18 de março, o terceiro caso foi confirmado. No mesmo dia, as bases anunciaram que todas as escolas de Acrotíri e Deceleia fecharam até 20 de abril.